# La Massana (Sant Gregori)
La Massana és una obra de Sant Gregori (Gironès) protegida com a Bé Cultural d'Interès Local.

## Descripció
Construcció de planta irregular desenvolupada en planta baixa, pis i golfes. Les parets portants són de rierencs i carreus irregulars, amb restes d'arrebossat de calç a la façana sud-oest. Les cobertes són de teula àrab a varies vessants, acabades amb un ràfec que combina la teula i el rajol pintat. L'entrada principal presenta un porta dovellada, de pedra basàltica negra, bastant antiga. Damunt d'aquesta porta hi havia una finestra amb llinda plana. Hi ha altres finestres, totes elles de reminiscències gòtiques. A l'interior els sostres són fets amb quadrats i llates de fusta. L'escala per accedir a la planta superior té el primer tram fet amb peces de pedra i el segon amb volta de rajol. A les façanes sud-est i nord-est hi han adossats cossos annexes com a pallers, etc.